# Netsuke

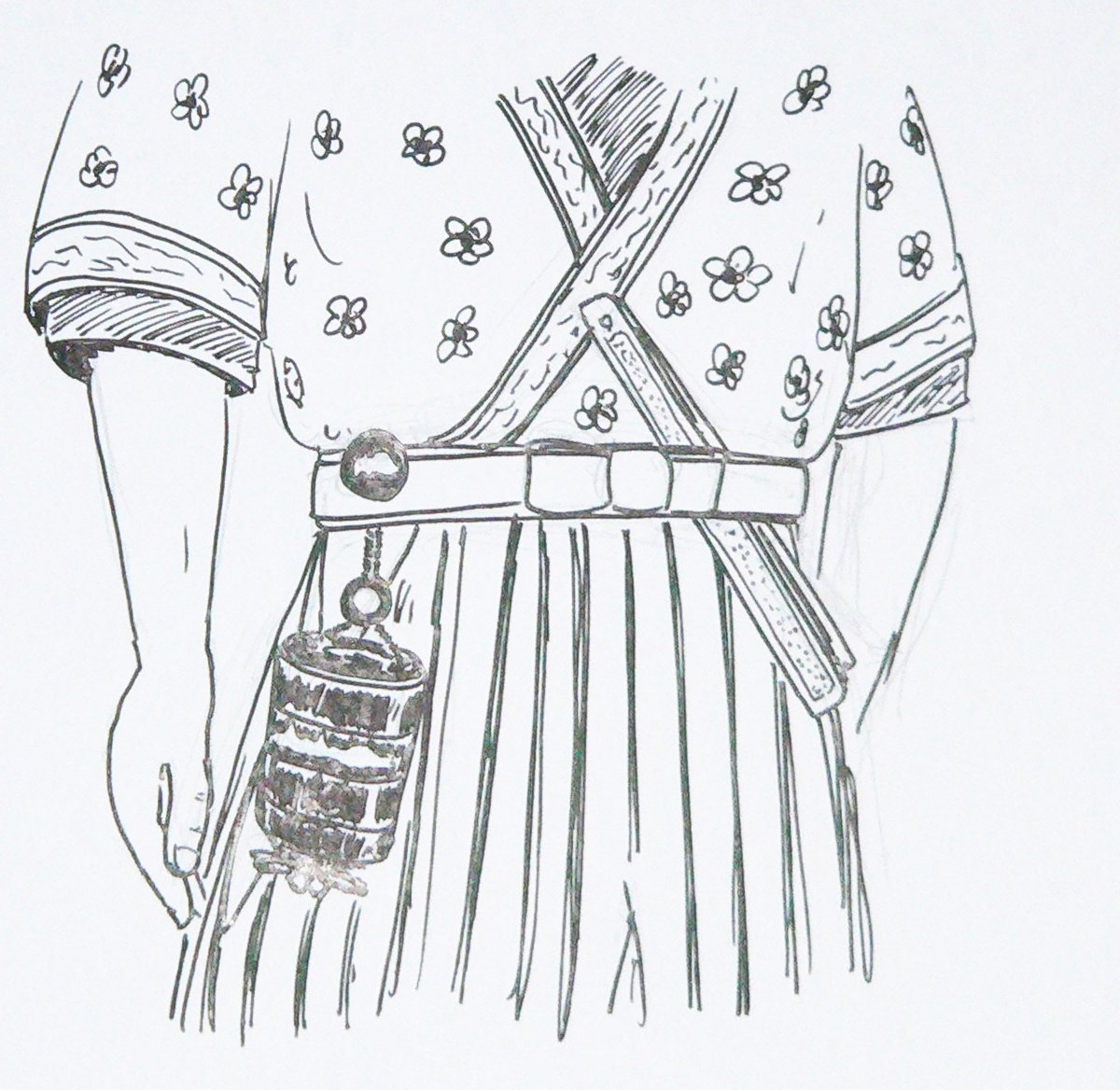
Netsuke håller en inrō i snodd bakom bältet.

Netsuke (根付 jap. rotfäste) är en sorts miniatyrskulpterad knapp av olika material, som hade både praktisk och prydande funktion i den traditionella japanska klädseln, kimonon för män.  Eftersom plagget saknade egentliga fickor, fäste en man mindre saker hängande, så kallad sagemono med en snodd innanför obin, bältet, vilken träddes genom netsuken, som fungerade som stopp ovanför det hårt snörda bältet. Kvinnor kunde stoppa mindre saker i ärmen på sin kimono. Alltfter bärarens tillfälliga behov, smak och modets växlingar uppstod snart en efterfrågan med krav på motivval, kvalitet, konstnärlig finess och variation, vilket ledde till att dessa accessoarer kom att produceras i förhållandevis stora mängder.
Skulptörerna valde sina motiv såväl från japansk och kinesisk mytologi och historia som från växt- och djurvärlden.  Material kunde vara olika hårda träslag, elfenben, horn, metall eller porslin. Detta kombinerat med att utskjutande vassa delar inte var önskvärda, ställde specifika krav på netsukekonstnärens F-ramsa: förmåga att finna fyndig formgivning för fastställd funktion. Traditionen utvecklades under Tokugawaperioden (1603–1867) till ett avancerat konsthantverk. Särskilt eftersökta och framstående netsukekonstnärers verk förfalskades redan på 1700-talet under artisternas livstid.
Antalet och den unika finessen har gjort netsuke till ett eftertraktat samlarobjekt, särskilt i västerlandet. Detta har också lett till viss nytillverkning från 1960-talet. Trots att funktionen inte längre finns ställs samma krav på design och att det finns hål för snodd. De stora auktionshusen har regelbundet specialauktioner med påkostade kataloger, som kan vara ett gott nödköp för den intresserade, som uppskattar ingenuiteten men saknar medel att lägga bud.

## Ämneskategorier

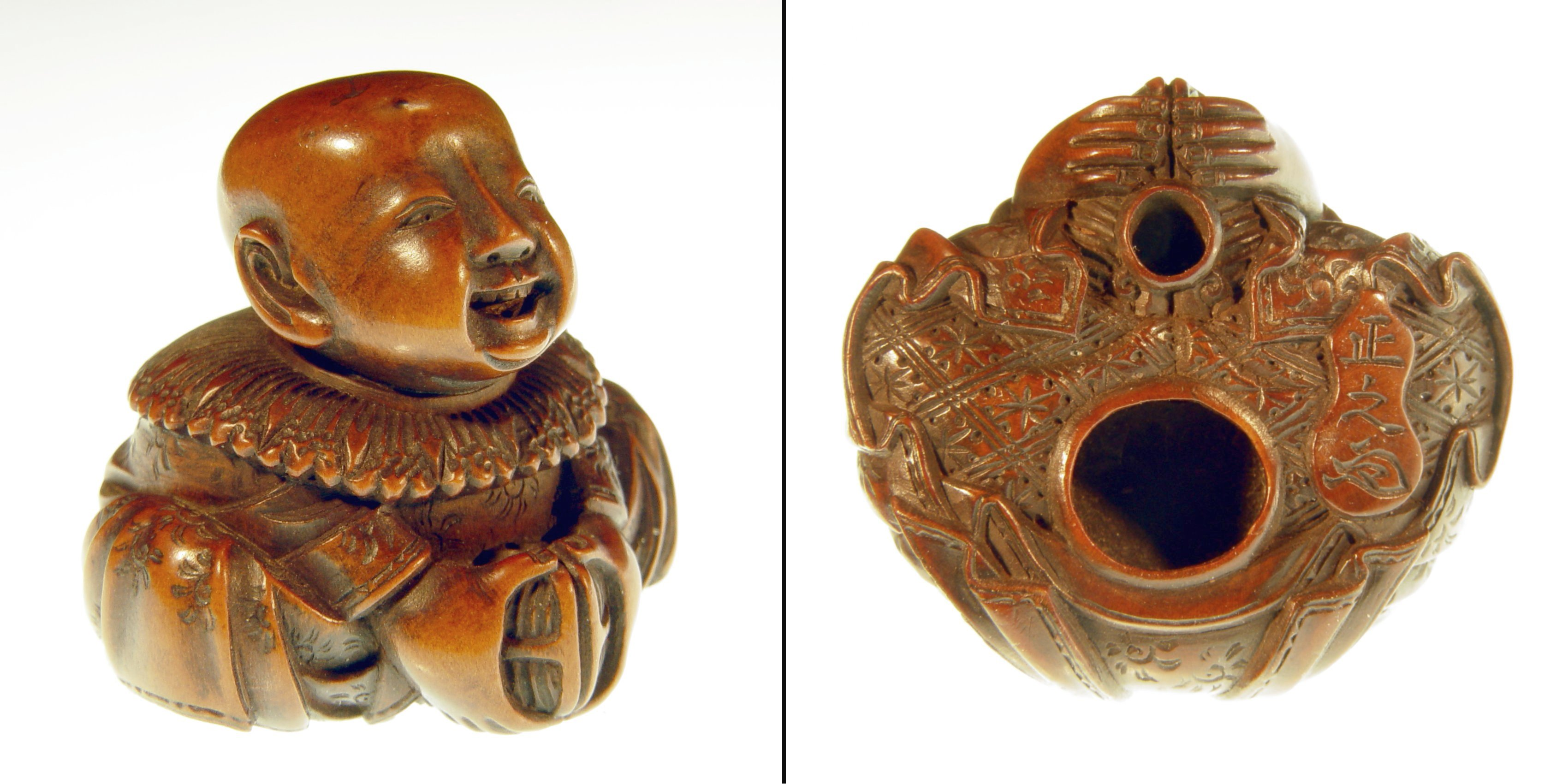
Katabori netsuke, sign. Masayuki

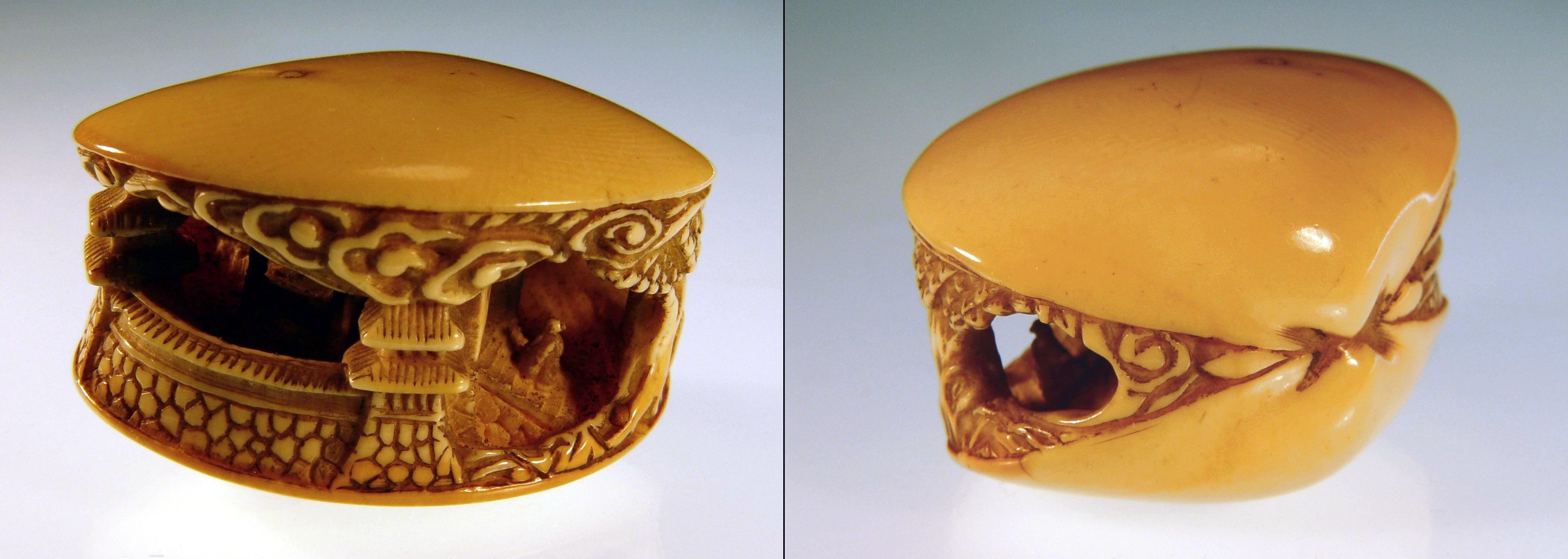
Anabori netsuke

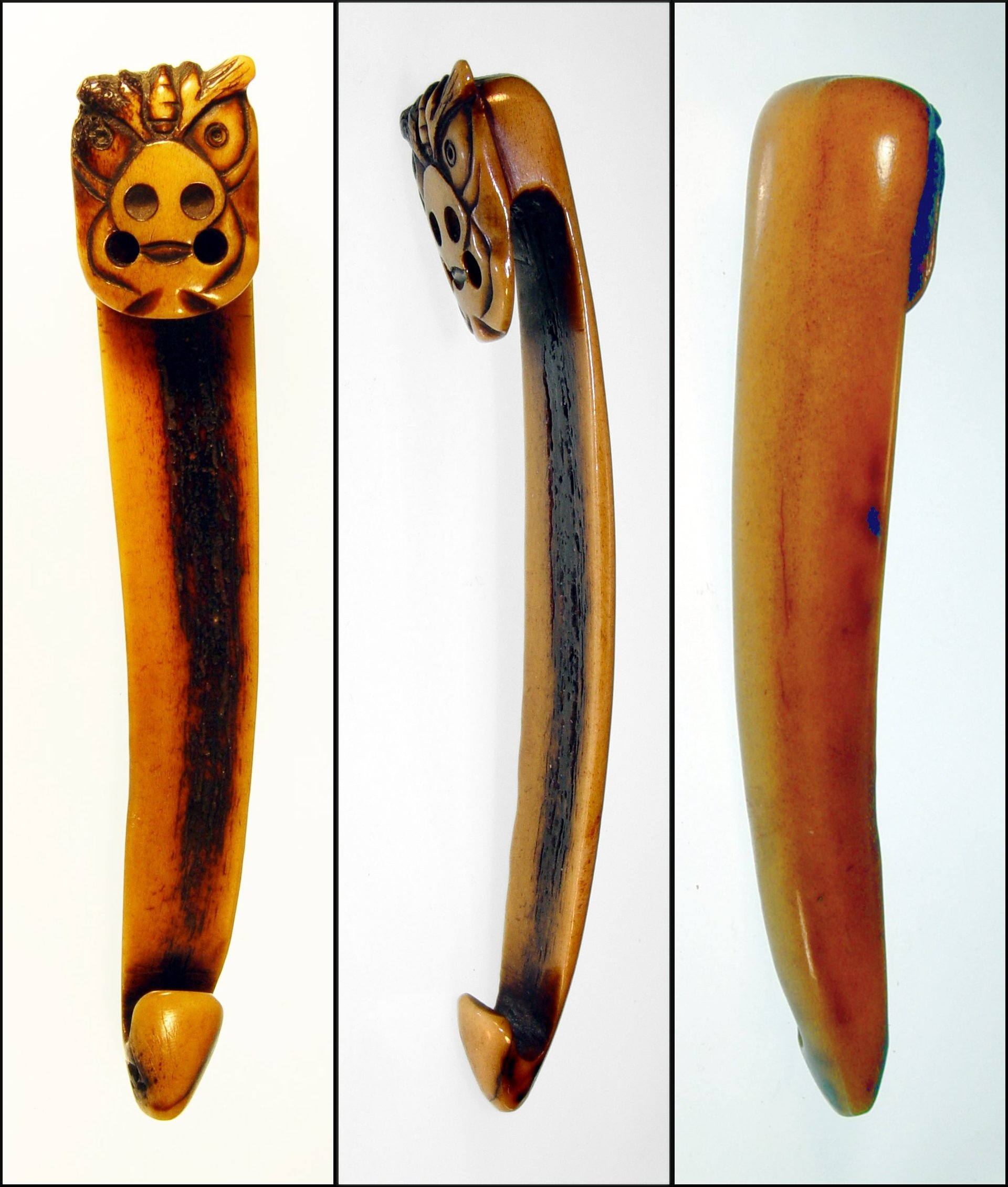
Sashi netsuke

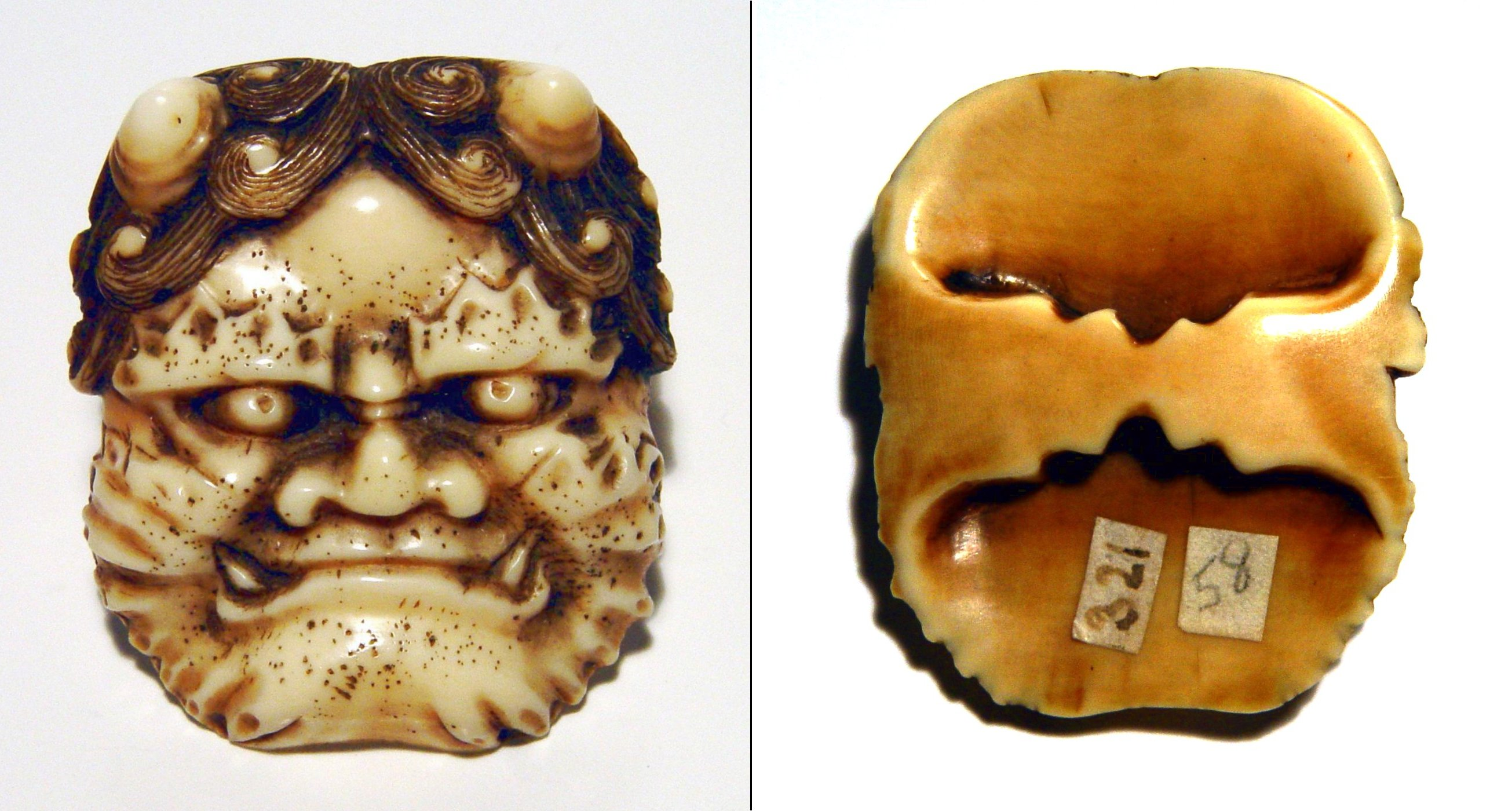
Mask netsuke

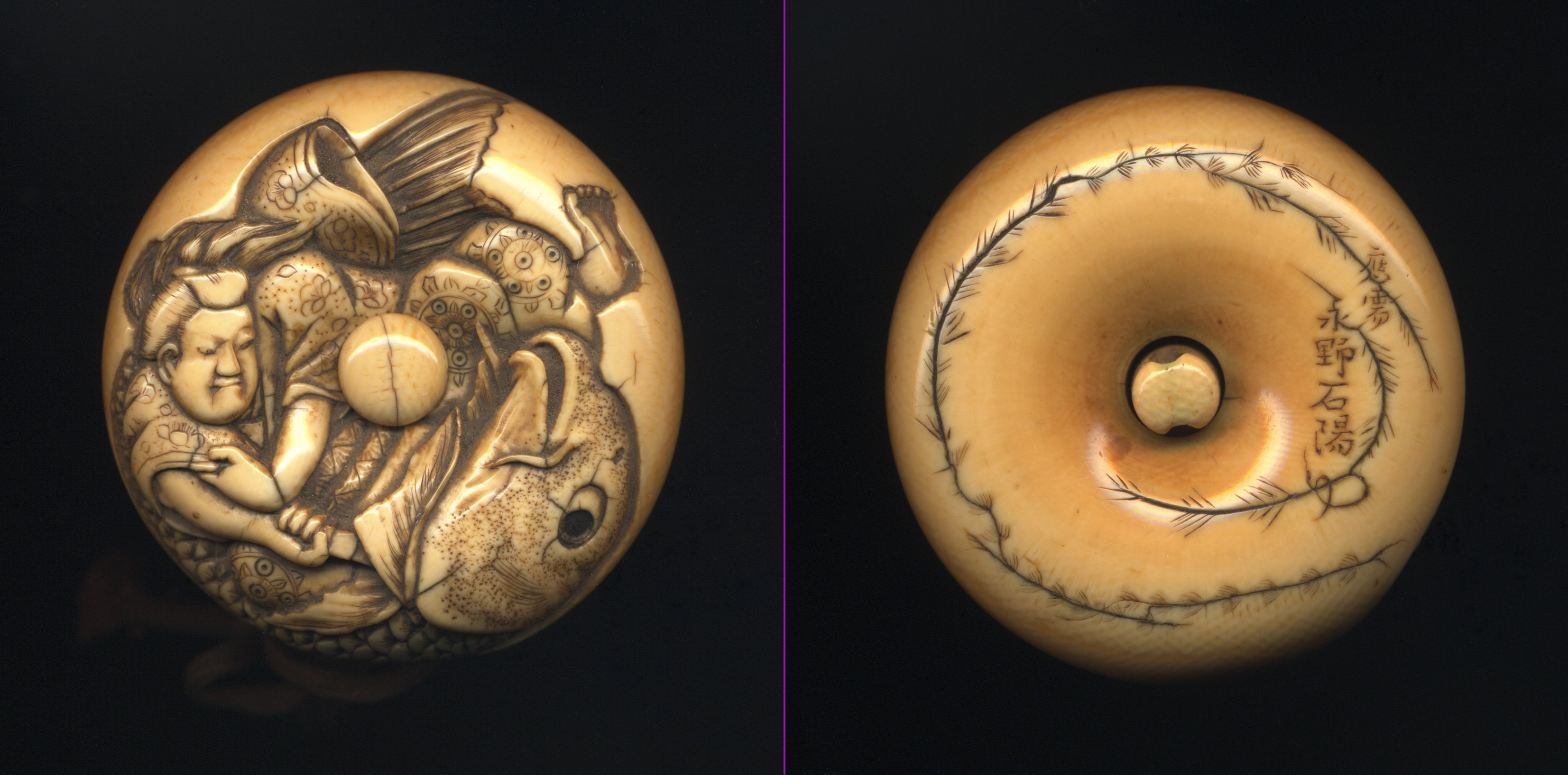
Manjū netsuke

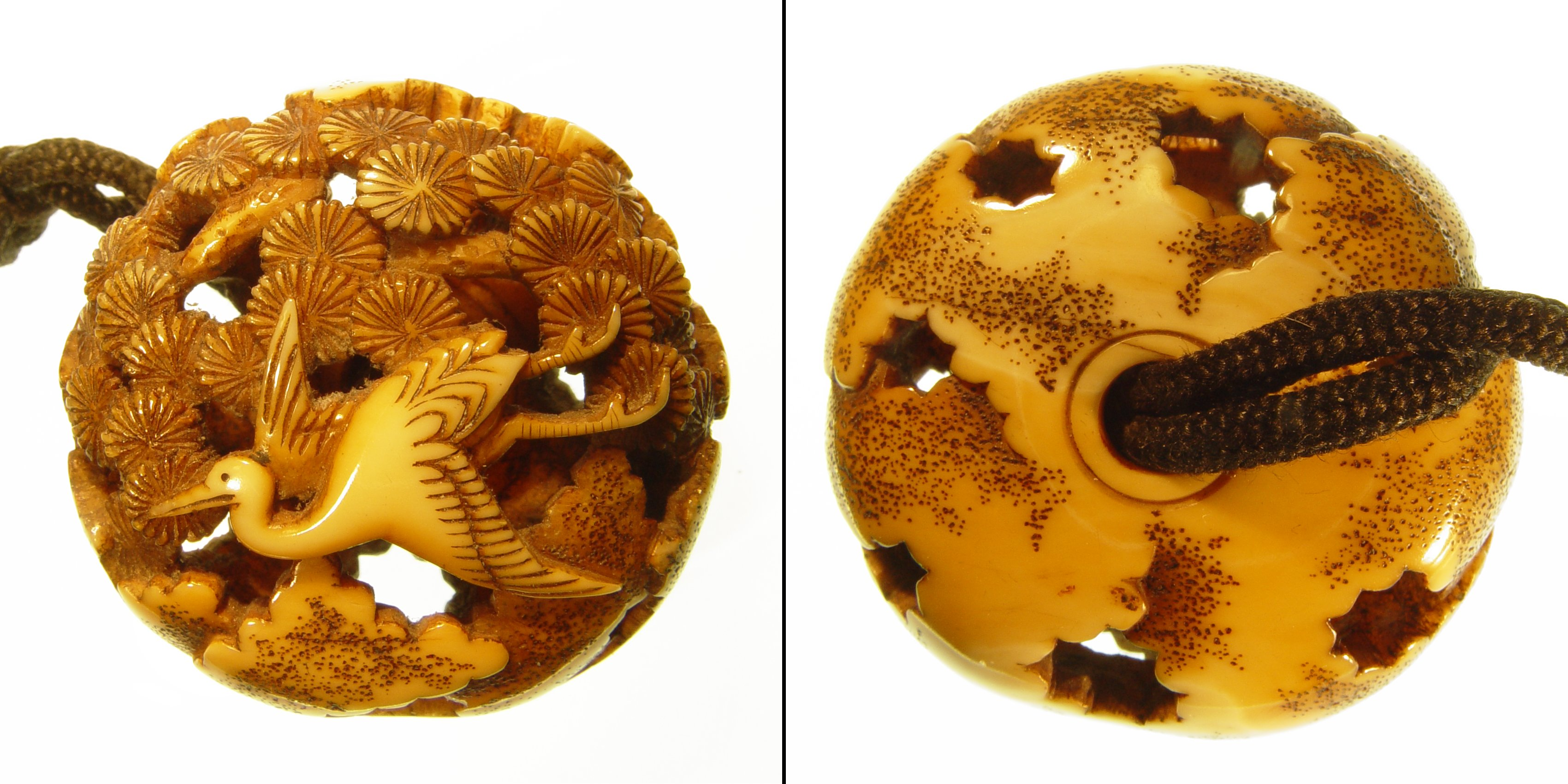
Ryūsa netsuke

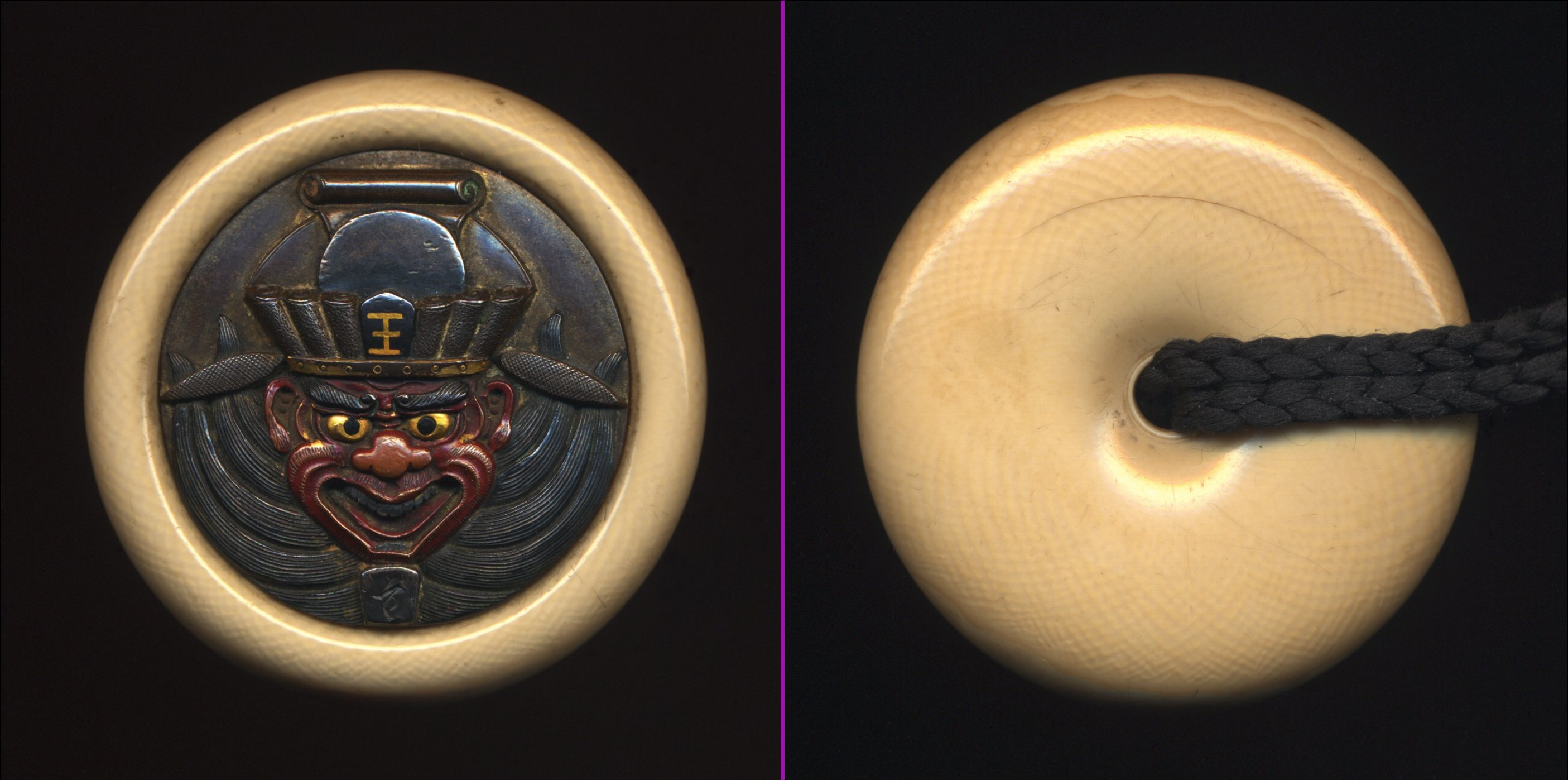
Kagamibuta netsuke

Netsuke öppnar en miniatyrvärld för den som ger sig tid att studera original på museer eller bilder från privatsamlingar. Mer än någon annan japansk konstform avspeglar netsuke samhället och tidsandan, mytologi och legender. Det finns flera skäl bakom detta. Det geografiska läget och intern politik medförde långa perioder av isolering och begränsning i den enskilde japanens möjligheter till självhävdelse inom lagar och social kontroll. Utvecklingen av netsuke-bruket kom att starkt påverkas av en räcka lagar mot överdåd och lyx, som instiftades av Tokugawa-shogunatet.
Lagarna föreskrev åtskilligt som inskränkte den enskildes friheter ifråga om mat, bostad, socialfunktioner, uppförandecodex och klassprivilegier. Eftersom juveler och onödig personlig utsmyckning förbjöds, lämnade makthavarna en oavsedd öppning för netsuken. I ett första skede blev samurajen tvungen att använda inrō för att få med sig lagstadgade sigill och stämpeldyna, samtidigt som köpmännen visade sin framgång genom mer raffinerade börser i kombination med netsuke som inte stod samurajkasten efter i glans.
I början på 1700-talet skärpte visserligen shogunatet fördärvslagarna, men såg sig tvungna att upphäva ett över hundra år gammalt strikt förbud mot tobaksrökning som visat sig verkningslöst. Legal försäljning av tobak ledde till en kraftigt ökande efterfrågan på tobakspungar och netsuke bland alla samhällsklasser utom samurajerna, som inte fick röka offentligt. Matchande set av tobakspung, snoddhållaren ojime och netsuke blev högsta mode och de som hade råd skaffade sig passande uppsättningar för skilda tillfällen.
Resultatet blev ett snabbt uppsving för netsuke, som kom att visa fram alla aspekter av dåtidens Japan genom kategorierna
- personer – påhittade okända eller berömdheter, verkliga och legendariska, småbarn, bönder, fiskare, krigare, munkar och utlänningar, med flera.
- djur – 12-årscykelns och andra, med vissa netsuke-stildrag, bläckfisken tako(octopus) med tublik sprutmun, fantasifulla tigrar och lejon. Mytologiska som Karyobinga
- växter, frukt and nötter – de lagom stora i naturlig storlek, gärna i situationer med djur
- gudar och andra mytiska figurer – inhemska oni, men även kinesiska som Raiden och Fūten och eremiter, sennin såsom Chōkarō och demonjägaren Shōki
- mytiska djur även dessa ofta av kinesisk börd som lejonlika shishi, och lyckobringaren Kirin, Ho-o-fågeln, draken och sköldpaddan Minogame. Inhemska är till exempel Baku, Nue, Kappa och Tengu.
- föremål – japanska tegelpannor, bruksföremål, mynt
- abstrakta mönster
- ekivoka – shunga(vårbild)-netsuke, sexuella situationer eller antydande symbolik

En fin netsuke ska ge en såväl taktil som designmässig upplevelse. Många goda netsuke avbildar enstaka föremål med stor realism. Andra avbildar skickligt en typisk situation från historia, mytologi eller litteratur. Här visar sig mästarens förmåga att fyndigt och uttrycksfullt fånga en händelse inom det lilla formatets ram utan att det blir plottrigt.

## Olika typer av netsuke
Formen utgick från de naturliga netsuke -  rötter, snäckskal, bambupinnar eller kalebasser som kommit i bruk i slutet på 1500-talet för att hänga sagemono i. Det rörde sig om flintdon, börs, inrō-lådan för medicin och sigilldon eller yatate för skrivdon . Runt 1650 hade naturliga former utvecklats till en skiva som blev modell till vad som i dag kallas manjū netsuke –  namngiven efter riskakorna med samma runda platta form. Några decennier senare kom skulpterade figurer i trä eller elfenben på modet - kataboritypen.
- katabori – den vanligaste kompakta modellen, 2 – 7 cm hög
- anabori – urholkad och snidad inuti  -  föremål i snäcka eller ansikte i en mask till exempel
- sashi – en avlång katabori, av samma längd som de enkla pinnar som användes innan snidade netsuke ”uppfunnits”, bortåt 13 cm lång
- mask – också en popular form, imitationer av riktiga nō masker
- manjū –  rund platt form med reliefsnide, ibland som två halvor av elfenben
- ryūsa – samma form som manjū men genombruten
- kagamibuta – rund som en manjū, men med en metallskiva som lock i en grund skål av elfenben. Skivan utförd med avancerad metalldekorationsteknik.

## Material i netsuke
Vid sidan om de vanligaste materialen kan man finna många exklusiva varianter:
- Hårda träslag är jämte elfenben de mest uppskattade materialen under Edo-perioden. Används även i dagens nytillverkningar. Buxbom (tsuge), ceder, cypress (hinoki), körsbär, ebenholts, svart persimon (kurokaki) m.fl. 
  - Bambunetsuke påträffas sällan, men är i så fall ett stycke av stam eller rot av Iyo bambu med snideri på. Katabori görs företrädesvis från jordstammens sista nästan solida bit just där denna övergår i rhizomet. Materialet ger en tilltalande struktur och patina.
  - Umoregi är delvis fossiliserat trä, en sorts brunkol/antracit, som påminner om ebenholts men med otydlig fiberstruktur. Kan poleras till mörkbrun lacklik glans men har tendens att dela sig. Umoregi-[zaiku] är förstenat trä bildat, när cedrar och barrträd från sen Tertiär  (för fem miljoner år sedan) begravdes och sedan karbonisrades. Jordlager där umoregi-zaiku hittas sträcker sig bland annat under Aobayama- och Yagiyamadelarna av Sendai i Japan.

- Elfenben är det klassiska exklusiva materialet. Det var vanligast innan elfenbensjakt blev olaglig. Många netsuke i elfenben har en trekantig form, vilket antyder att konstnären fått nöja sig med småbitar, som blivit över från större arbeten.
  - Hornbill är det engelska namnet på ett minst lika exklusivt elfenbensliknande material, som kommer från den solida huvudskålen, kasken vid överkäken hos en av de största arterna av näshornsfåglar. Strukturellt är substansen varken elfenben, horn eller ben, men den är ändå tät och hård. Den är mjukare än äkta elfenben och är krämigt gul till färgen med röda inslag upptill och vid sidorna.

Av alla varianter hornbill, är det bara den hjälmprydda i släktet (Buceros), som har den rätta snidbara kvaliteten och länge såldes som elfenben. Fågeln har därför jagats intensivt och skoningslöst och var nära att dö ut, men återhämtade sig, när tillgång och efterfrågan sjönk, så att den i dag bara är utrotningshotad. Objekt av hornbill är sällsynta.
- Horn av noshörning med flera.
- Korall är det spröda yttre kalkskelettet hos kolonibyggande marina organismer. De levande korallerna är känsliga för yttre störningar, djupförändringar och äventyrsturism som lockas av det myllrande livet kring de vackra reven. Dessa är därför numera skyddade. Men det finns fossila korallrev från vilka vissa varianter är särskilt skattade till smycken - den röda (Corallium rubrum). Den har en hård kärna som kan poleras till hög glans, vilket lockar fram röda, rosa och skära färger.
  - Umimatsu (havstall) är en art svart korall med tät textur, koncentriska tillväxtringar av keratin med bärnstensgula och rödaktiga inslag i det svarta. Keratin är en kväverik substans, som bildar basen för horn, naglar, och klor, bland annat noshörningshorn.

Som material är umimatsu uppskattat av samlare. Netsukemästarna undvek dock materialet, som lätt sprack eller flisade sig. Snidare ansåg det riskabelt för detaljerade och finskurna effekter. Kvalitén varierade och fullgott material var svårt att komma över. Det finns även en annan typ svart korall som mest används till smycken.
- Nötter och dylikt, bland annat Corozo som är nöten från elfenbenspalmen och kallas vegetabiliskt elfenben. I allmänhet från Central- eller Sydamerika. En del av nötskalet sitter för det mesta kvar på netsuke av corozonöt.
  - Kalebass, ibland obetydligt bearbetad.
- Tänder: Tillräckligt stora tänder används till netsuke: vildsvin, björn, enstaka tiger med flera. I dag även flodhäst. Mindre tänder kan tas till ojime.
  - Betar av valross: har två stora betar (förlängda hörntänder) som sticker ut nedåt från överkäken.
  - Kaskeloten har tänder som löper längs hela dess enorma underkäke. De i mitten kan bli runt 15 cm långa och räcker till flera netsuke.
- Ben av bland annat val
- Keramik/lera eller porslin
- Sten, till exempel
  - Agat är finkorniga olikfärgade skikt av mineralet kalcedon, som ger effektfulla mönster vid polering.  Den är relativt mjuk och kan graveras. Eftersom den ofta förekommer som inre beläggning i håligheter, kan sådana ”agatmandlar” nyttjas för anabori-netsuke.
- Metaller är en del av kagamibuta och smideshantverkarens bidrag i netsuketillverkningen. Oftast legeringar som shakudō, koppar och guld eller shibuichi, koppar och silver.
- Lack är en egen teknik som användes kompletterande i verkstäder som även tillverkade inro.

## Konsthantverkarna - artisterna
(ref. Bushell)
Användningen av netsuke växte ut av praktisk nödvändighet. Det samtidigt växande skrået tillverkare – konstnärerna, fortsatte att göra netsuke på beställning, men efterfrågan i början av 1700-talet hade blivit tillräckligt stor för att kunna börja producera på lager. Gradvis, när teknik och fantasi utvecklade individuella stilar, bildades ett särskilt konstnärsskrå, netsuke-shi, som kunde försörja sig på att snida netsuke utan stöd av rika mecenater. Snidarmästare skapade skolor för sitt snideri, vilket innebar att gesällerna skulle kopiera mästaren utan att sträva till en egen stil. Att signera sina alster var inte ett måste, men Mästaren signerade ofta själv de bästa kopiorna som bekräftelse på elevens framsteg.
Snidarens teknik och motivval hade också betydelse för vilka material som favoriserades.